# 鄂貴人 (乾隆帝)
鄂貴人（1733—1808年）西林覺羅氏，巡撫鄂樂舜之女，保和殿大學士鄂爾泰之侄孙女。滿洲鑲藍旗人。乾隆帝之貴人。

## 生平
雍正十一年三月二十四日出生。
鄂貴人的叔祖父鄂爾泰為雍正帝寵臣。雖然鄂貴人一支並非鄂爾泰的直系後代，但是也頗受皇恩，如雍正三年鄂貴人的姑母被許配給弘皎阿哥，然而乾隆十年鄂爾泰去世後，乾隆帝便趕緊擺脫雍正帝留下的人事包袱，換上自己的親信大臣，其後在乾隆二十年藉胡中藻案懲治整肅鄂爾泰一族，鄂貴人之父雖沒有因此獲罪，但隨後便因勒索鹽商而被賜死，鄂貴人就是在鄂爾泰去世後、其家族被清算之前入宮的。乾隆十二年八月初十日，軍機大臣訥親等為鄂敏因伊女被選為常在進漢字奏摺謝恩甚屬不合著寄諭申飭之事，寄信浙江海防守備道鄂敏。乾隆十三年正月，已入宮為鄂常在，具體入宮時間不詳，鄂常在在宮廷檔案的排序為眾常在之末。
乾隆五十五年正月十五日，宮內已有鄂貴人之名，同年八月十三日，乾清宮擺宴，仍有鄂貴人之名，應在此日期之後降為鄂常在。
乾隆六十年（1795年）九月初三日，乾隆帝宣示皇十五子顒琰為皇太子，同年十二月，西林覺羅氏才象徵性地晉為鄂貴人。嘉慶年間，宮中稱西林覺羅氏為鄂太貴人。直至嘉慶元年，西林覺羅氏已侍奉乾隆帝超過四十五年，資歷僅次於藩邸出身的婉貴妃陳氏。因此，《餵馬檔》記載鄂貴人在嘉慶十二年（1807年），即婉貴妃陳氏死後，曾親自到静安庄送别即将被抬到清东陵的陳氏。
嘉慶十三年四月二十五日，鄂貴人薨逝，光是光禄寺辦理的百日内供桌张等项费用，就用了白銀一千零五十二兩。鄂貴人是在嘉慶帝即位前，乾隆帝所納的后妃中最後一位逝世的，僅次於乾隆帝在嘉慶三年所納的晉貴人富察氏和壽貴人。嘉庆十四年三月十八日，她與壽貴人一同葬入清東陵的裕陵妃園寢。鄂貴人的寶頂為第五排，由西邊向東邊數起的第二個。
清史館本《后妃傳》稱誤稱嘉慶年間，太上皇晉封鄂貴人為貴妃。

## 家族
- 六世祖：屯台，曾任佐領，國初率族屬來歸，努爾哈赤甚愛重之，命將覺羅瓦爾喀之妹（即尼揚古之女、甯古塔貝勒德世庫之孫女、追封追封興祖直皇帝福滿之曾孫女[14]）嫁給屯台，又命將屯台之妹嫁給巴圖魯郡王禮敦[15]。

- 五世祖：圖捫，屢次跟從五大臣征伐有功，戰死，皇太極對此痛切哀悼，特給備禦世職予其家族[15]。

- 高祖父：圖彥圖，曾任佐領、參領、郎中等職，因敘功加一雲騎尉，特命督理鑲藍旗事，眾人佩服他公正的處事態度[15]。

- 曾祖父：鄂拜，曾任郎中、國子監祭酒等職[15]，幼好讀書，至性過人，飲食衣服必先兄弟而後妻兒，通族通旗皆稱讚他；平生正直有氣節，不妄交一人，尤嚴於權貴要人[15]。

- 祖父：鄂林泰，曾任中書[15]。

- 姑母：怡賢親王允祥第四子寧良郡王弘晈之嫡福晉[16]。

- 父：鄂樂舜，初名鄂敏，考中雍正八年進士，曾任知府、布政使、巡撫等職。乾隆二十一年，鄂樂舜因勒索鹽商六千餘兩以致鹽商等嘖有煩言，而被逮至京師，賜令自盡，其所索取的財物還在任所內，乾隆帝命尹繼善即刻前往查抄[17]。

- 母：因鄂常在之母去世，乾隆四十五年十一月十三日，乾隆帝按例賞予鄂常在銀五十兩以示安撫。

|  |  |  |  |  |  |  |  | 騎都尉屯台     |  |  |  |  |  |
|  |  |  |  |  |  |  |  |                |  |  |  |  |  |
|  |  |  |  |  |  |  |  | 騎都尉圖捫     |  |  |  |  |  |
|  |  |  |  |  |  |  |  |                |  |  |  |  |  |
|  |  |  |  |  |  |  |  | 雲騎尉圖彥圖   |  |  |  |  |  |
|  |  |  |  |  |  |  |  |                |  |  |  |  |  |
|  |  |  |  |  |  |  |  | 國子監祭酒鄂拜 |  |  |  |  |  |
|  |  |  |  |  |  |  |  |                |  |  |  |  |  |
|  |  |  |  |  |  |  |  | 鄂林泰         |  |  |  |  |  |
|  |  |  |  |  |  |  |  |                |  |  |  |  |  |
|  |  |  |  |  |  |  |  | 巡撫鄂樂舜     |  |  |  |  |  |
|  |  |  |  |  |  |  |  |                |  |  |  |  |  |
|  |  |  |  |  |  |  |  | 鄂貴人         |  |  |  |  |  |